# YMC (기업)
YMC 주식회사는 대한민국의 디스플레이/반도체 제조용 소재 부품 기업으로, 충청남도 아산시 둔포면 아산밸리중앙로 154-25에 본사를 두고 있다.

## 개요
디스플레이용 타겟 및 공정 부품, 반도체용 SiC Ring 재생 제품을 생산하고 있다. 또한, 자회사인 와이컴을 통해 실리콘카바이드(Sic) 링 등의 반도체 부품을 생산한다.
2023년에 삼성디스플레이와 440억원 규모의 디스플레이 제조설비 해체 용역 계약을 체결한 바 있다.